# Glypta canadensis
Glypta canadensis är en stekelart som beskrevs av Cresson 1870. Glypta canadensis ingår i släktet Glypta och familjen brokparasitsteklar. Inga underarter finns listade i Catalogue of Life.